# Guillermo Molins
Guillermo Molins (Montevideo, 1988. szeptember 26. –) uruguayi születésű svéd válogatott labdarúgó, posztját tekintve csatár.

## Pályafutása

### Klubcsapatokban
Molins az uruguayi fővárosban, Montevideoban született. Az ifjúsági pályafutását a svéd Kävlinge, a Landskrona BoIS és a Stora Harrie csapataiban kezdte, majd 2005-ben a Malmö akadémiájánál folytatta.
2006-ban mutatkozott be a Malmö első osztályban szereplő felnőtt csapatában. Először a 2006. október 2-ai, Hammarby elleni ligamérkőzés 87. percében Emil Hallfreðssont váltva lépett pályára. Első gólját 2008. április 10-én, az Elfsborg ellen 1–1-es döntetlennel zárult találkozón szerezte. Hat nappal később a Gefle ellen 2–0-ra megnyert mérkőzésen is betalált a hálóba. A csapattal megnyert a 2010-es szezon bajnoki címét is. 2011. június 17-én a belga Anderlechthez igazolt. A 2012–13-as szezon második felében a La Ligában érdekelt Real Betis csapatát erősítette kölcsönben. A klubnál az Atlético Madrid elleni Copa del Rey negyeddöntő második félidejében csereként debütált. 2013 augusztusában visszatért a Malmöhöz, és három éves szerződést írt alá a klubbal. 2016 júliusában a kínai Peking Sengfenghez igazolt. 2017. február 8-án a görög Panathinaikósz együtteséhez szerződött. A görög ligában 2017. március 11-én, az Iraklísz ellen 1–1-es döntetlennel zárult mérkőzés 74. percében Robin Lod cseréjeként debütált. 2018 nyarán újra a Malmö csapatához csatlakozott.
2020 szeptemberében a norvég első osztályban érdekelt Sarpsborg 08-hoz igazolt. Először a 2020. szeptember 26-ai, Strømsgodset ellen mérkőzés 38. percében Mustafa Abdellaouet váltva lépett pályára. A 2021-es szezon kezdete előtt a Rosenborg csapatához szerződött. 2021. május 13-án, a Viking ellen 5–0-ra megnyert találkozón debütált és egyben megszerezte első gólját is a klub színeiben. 2021. augusztus 13-án 1½ éves szerződést kötött a Sarpsborg 08 együttesével. 2022. március 13-án, az Åsane ellen 5–0-ra megnyert kupamérkőzésen mesterhármast szerzett, így hozzájárulva a klub negyeddöntőbe való bejutásában.

### A válogatottban
Molins az U19-es és U21-es korosztályokban is képviselte Svédországot.
2010-ben debütált a svéd válogatottban. Először a 2010. január 20-ai, Omán elleni mérkőzésen lépett pályára. Első válogatott gólját 2014. január 21-én, Izland ellen 2–0-ra megnyert barátságos mérkőzésen szerezte.

## Statisztikák
2022. november 13. szerint
| Klub                    | Szezon   | Osztály             | Bajnokság | Bajnokság | Kupa  | Kupa | Nemzetközi | Nemzetközi | Összesen | Összesen |
| Klub                    | Szezon   | Osztály             | Meccs     | Gól       | Meccs | Gól  | Meccs      | Gól        | Meccs    | Gól      |
| ----------------------- | -------- | ------------------- | --------- | --------- | ----- | ---- | ---------- | ---------- | -------- | -------- |
| Malmö                   | 2006     | Allsvenskan         | 5         | 0         | 0     | 0    | —          | —          | 5        | 0        |
| Malmö                   | 2007     | Allsvenskan         | 9         | 0         | 2     | 0    | —          | —          | 11       | 0        |
| Malmö                   | 2008     | Allsvenskan         | 27        | 2         | 3     | 2    | —          | —          | 30       | 4        |
| Malmö                   | 2009     | Allsvenskan         | 28        | 3         | 1     | 0    | —          | —          | 29       | 3        |
| Malmö                   | 2010     | Allsvenskan         | 28        | 7         | 2     | 1    | —          | —          | 30       | 8        |
| Malmö                   | 2011     | Allsvenskan         | 9         | 3         | 3     | 1    | —          | —          | 12       | 4        |
| Malmö                   | Összesen | Összesen            | 106       | 15        | 11    | 4    | 0          | 0          | 117      | 19       |
| Anderlecht              | 2011–12  | Jupiler League      | 4         | 0         | 0     | 0    | 0          | 0          | 4        | 0        |
| Anderlecht              | 2012–13  | Jupiler League      | 3         | 0         | 2     | 0    | 2          | 1          | 7        | 1        |
| Anderlecht              | Összesen | Összesen            | 7         | 0         | 2     | 0    | 2          | 1          | 11       | 1        |
| Real Betis (kölcsönben) | 2012–13  | La Liga             | 4         | 0         | 1     | 0    | –          | –          | 5        | 0        |
| Malmö                   | 2013     | Allsvenskan         | 11        | 8         | 2     | 1    | —          | —          | 13       | 9        |
| Malmö                   | 2014     | Allsvenskan         | 11        | 8         | 4     | 5    | —          | —          | 15       | 13       |
| Malmö                   | 2015     | Allsvenskan         | 7         | 0         | 0     | 0    | —          | —          | 7        | 0        |
| Malmö                   | 2016     | Allsvenskan         | 7         | 3         | 6     | 2    | —          | —          | 13       | 5        |
| Malmö                   | Összesen | Összesen            | 36        | 19        | 12    | 8    | 0          | 0          | 48       | 27       |
| Peking Sengfeng         | 2016     | China League One    | 14        | 0         | 0     | 0    | —          | —          | 14       | 0        |
| Panathinaikósz          | 2016–17  | Super League Greece | 8         | 2         | 3     | 0    | —          | —          | 11       | 2        |
| Panathinaikósz          | 2017–18  | Super League Greece | 17        | 4         | 4     | 3    | 4          | 1          | 25       | 8        |
| Panathinaikósz          | Összesen | Összesen            | 25        | 6         | 7     | 3    | 4          | 1          | 36       | 10       |
| Malmö                   | 2018     | Allsvenskan         | 0         | 0         | 1     | 1    | —          | —          | 1        | 1        |
| Malmö                   | 2019     | Allsvenskan         | 26        | 6         | 1     | 1    | 11         | 4          | 38       | 11       |
| Malmö                   | 2020     | Allsvenskan         | 10        | 1         | 6     | 2    | —          | —          | 16       | 3        |
| Malmö                   | Összesen | Összesen            | 36        | 7         | 8     | 4    | 11         | 4          | 55       | 15       |
| Sarpsborg 08            | 2020     | Eliteserien         | 5         | 0         | —     | —    | —          | —          | 5        | 0        |
| Rosenborg               | 2021     | Eliteserien         | 10        | 2         | 0     | 0    | —          | —          | 10       | 2        |
| Sarpsborg 08            | 2021     | Eliteserien         | 4         | 0         | 0     | 0    | —          | —          | 4        | 0        |
| Sarpsborg 08            | 2022     | Eliteserien         | 27        | 6         | 2     | 3    | —          | —          | 29       | 9        |
| Sarpsborg 08            | Összesen | Összesen            | 31        | 6         | 2     | 3    | 0          | 0          | 33       | 9        |
| Összesen                | Összesen | Összesen            | 274       | 55        | 43    | 22   | 17         | 6          | 334      | 83       |

### A válogatottban

#### Góljai a válogatottban
| # | Időpont          | Helyszín                                                       | Ellenfél | Gólok | Eredmény | Kiírás              |
| - | ---------------- | -------------------------------------------------------------- | -------- | ----- | -------- | ------------------- |
| 1 | 2014. január 21. | Mohammed bin Zayed Stadion, Abu-Dzabi, Egyesült Arab Emírségek | Izland   | 2–0   | 2–0      | Barátságos mérkőzés |

## Sikerei, díjai
Malmö
- Allsvenskan
  - Bajnok (5): 2010, 2013, 2014, 2016, 2020

- Svenska Supercupen
  - Győztes (1): 2013

Anderlecht
- Jupiler League
  - Bajnok (2): 2011–12, 2012–13